# Adolph Recke
Adolph Frederik von der Recke (17. maj 1820 på Sparresholm - 6. december 1867 i København) var en dansk embedsmand, forfatter, oversætter og dramatiker.
Adolph von der Recke var søn af ingeniørmajoren Peter Blankenborg Prydz von der Recke (1793-1847) og Caroline Cecilie Petersen (1795-1868). Han tog sin studentereksamen i 1838 og blev cand. jur. fra Københavns Universitet i 1844. Han gjorde siden karriere som embedsmand, først som ansat i admiralitetskollegiet. Han avancerede til kancellist (1847) og sidenhen til fuldmægtig (1863) i det danske marinedepartement. Udover dette var han fra 1846, løjtnant i den kongelige livgarde, samt artistisk direktør i Tivoli (1857-1867) og i 12 år lærer ved Det Kongelige Blindeinstitut.
Adolph von der Recke oversatte en lang række tyske og franske skuespil, lystspil, operetter og vaudviller til dansk. Til disse hører værker af Louis François Clairville, Eugéne Labiche, Ludwig Schneider, Jules Barbier og Victorien Sardou. Han skrev desuden selv, ofte sammen med Poul Chievitz, skuespil, lystspil og vaudeviller som opførtes på Det Kongelige Teater, hos det danske hof, og på Folketeatret.